# Bongi
Bongi é um bairro do Recife, capital de Pernambuco, Brasil.
Integra a quinta região político-administrativa do Recife.
Limita-se com os bairros de San Martin, Mangueira, Prado e Afogados.

## Controvérsia de grafia
É controversa a grafia do nome do bairro.
Há duas correntes acerca de seu nome:
- O local era cortado por uma estrada, denominada Estrada das boiadas, e o termo derivaria do verbo mugir, variando para Bongi (como a Prefeitura do Recife utiliza).
- Seu nome derivaria do Tupi, Bon'ji, significando rio que faz curva, o que daria a grafia Bonji (utilizada pelos Correios).

## Demografia
Numa área de 60,1 hectares, o Bongi tinha, segundo o censo de 2000, uma população de 11.024 habitantes, apresentando densidade demográfica de 136,72 hab./ha. Seu IDH em 2000 era de 0,727.